# Caleta Hornos
Caleta Hornos este un târg din provincia Elqui, regiunea Coquimbo, Chile, cu o suprafață de 61,9 km2.